# Gumiel de Mercado
Gumiel de Mercado es un municipio y localidad española de la provincia de Burgos, en la comunidad autónoma de Castilla y León. El término municipal, ubicado en la comarca de La Ribera y el partido judicial de Aranda, tiene una población de 385 habitantes (INE 2024).

## Geografía
Situado a 72 km de la capital y a 14 km de Aranda de Duero. Tiene un área de 57,71 km². Está ubicado a 829 m sobre el nivel del mar.
Tiene una población de 363 habitantes y una densidad de 6,62 hab./km².
Está ubicado en una zona rodeada de pinares que antaño fue cabeza de señorío. En los textos medievales se mencionaba como el "Gomel". Hasta el siglo XII constituía un gran concejo que comprendía Sotillo de la Ribera y La Aguilera, los que tras numerosos pleitos se fueron separando.
El río que pasa por el pueblo es el río Gromejón, 45 km, desde Caleruega (que es donde nace) hasta el río Duero (que es donde desemboca).
El término municipal confina al N con Sotillo de la Ribera y Santibáñez de Esgueva; al E con Gumiel de Izán, Quintana del Pidio, Aranda de Duero y Villalba de Duero; al S con Haza (exclave al otro lado del río Duero) y Berlangas de Roa; y al O con Roa y La Horra.

## Historia
A finales del siglo XIII, la localidad fue señorío de Juan Pérez de Guzmán.
Pueblo importante a lo largo de la historia, aparece en distintos textos que, cuando Diego López de Haro se desposó con Violante, hija de Alfonso X, éste se lo cedió como dote. Más tarde pasó a la familia Avellaneda, a cuya descendiente Beatriz de Avellaneda, mentó Diego de Sandoval en su cancionero.
El antiguo señorío que sobre esta villa ejercieron los Sandoval y Rojas, duques de Lerma, se ve reflejado en las armas de su escudo. El cual está partido en pal: Primero, la banda negra de los Sandoval, que aquí aparece terciada; Segundo, las cinco estrellas azules (en azur) de este apellido.
En lo alto del cerratillo hubo un hermoso castillo del que sólo quedan las ruinas, y bajo su amparo se ahondaron gran número de bodegas, algunas de ellas en uso hoy en día como merenderos y para guardar el vino de la tierra.
En tiempos mantuvo pleitos con la localidad de La Aguilera por el dominio de los molinos del cercano río Gromejón/Gomejón, que perdió. No obstante recibe las aguas del arroyo de la Salceda que servía en su día de foso a la muralla.
A mediados del siglo XIX, la villa tenía contabilizada una población de 1171 habitantes. Aparece descrita en el noveno volumen del Diccionario geográfico-estadístico-histórico de España y sus posesiones de Ultramar de Pascual Madoz de la siguiente manera:

GUMIEL DEL MERCADO: v. con ayunt. en la prov., aud. terr. y c. g. de Burgos (12 leg.), part. jud. de Aranda de Duero (2), dióc. de Osuna (11). sit. en el descenso de una cuesta titulada el Viso, donde la combaten los vientos del N. y NO.; el clima es templado generalmente, y las enfermedades mas comunes algunas tercianas. Cuenta 305 casas, 12 calles y 2 plazas; tiene 1 casa muy regular para el ayunt., debajo de la cual se halla la cárcel en un edificio titulado el Granero; escuela de primeras letras, concurrida por 120 alumnos, y dotada con 5 reales diarios, otra de niñas, á la que asisten de 20 á 30 discípulas, cuya maestra no goza mas dotacion que las retribuciones de aquellas; 2 igl. parr. (Sta. Maria y San Pedro Apóstol), servida cada una por 1 cura párroco, cementerio situado á 700 ú 800 pasos S. de la pobl. en parage bastante despejado, en cuyo sitio hubo una ermita dedicada á San Antonio, un castillo derruido del tiempo de los árabes, que sirve en el dia de bodegas para conservar el vino; y por último 2 fuentes en los afueras de la villa, y otras varias en el térm.; todas de buenas y cristalinas aguas. Confina N. Cabañes y Santibañez; E. Quintana del Pidio; S. Aguilera y Ventosilla, y O. la Orra. En su jurisd. se encuentran los restos de la igl. del pueblo que se llamó Monzon. El terreno es de primera, segunda y tercera calidad, comprendiendo un monte titulado la Nava, plantado de carrascos y algunas estepas bajas; y 1 soto que llaman el Pradillo, de corta estension y con muy pocos árboles. Cruza por el térm. un riach. denominado Gomejon, y un arroyo cuyas aguas se reunen con las del anterior. Los caminos son para los pueblos inmediatos; y la correspondencia se recibe de la caballeria del part. por medio de balijero. prod. vino, trigo, centeno, cebada, avena y legumbres; ganado lanar, y caza de liebres, conejos y perdices. ind.: la agrícola y 3 molinos harineros. comercio: esportacion de vino. pobl.: 293 vec., 1,171 alm. cap. prod.: 3.120,600 rs. imp.: 293,505. contr.: 50,483 rs. 7 mrs. El presupuesto municipal asciende á unos 24,000 rs., que se cubren con el fondo de propios y arbitrios. 
Esta v. era del adelantado D. Diego Gomez Sandoval, conde de Castro, por dote de su muger Doña Beatriz de Avellaneda, que la habia heredado de Diego Lopez de Avellaneda y Lope Ochoa de Avellaneda, su padre y abuelo, incorporándose en el mayorazgo del Adelantado.
(Madoz, 1847, p. 143)

## Demografía
Gumiel de Mercado cuenta con una población de 385 habitantes (INE 2024).
| Gráfica de evolución demográfica de Gumiel de Mercado entre 1842 y 2021                                             |
| |
| Población de derecho según los censos de población del INE Población de hecho según los censos de población del INE |

| Nacionalidad | Hombres | Mujeres | Total | %      | Proporción |
| ------------ | ------- | ------- | ----- | ------ | ---------- |
| Española     | 151     | 115     | 266   | 69.8 % |            |
| Extranjera   | 53      | 62      | 115   | 30.1 % |            |

| 1999 | 2004 | 2009 | 2014 | 2019 |
| ---- | ---- | ---- | ---- | ---- |
| 387  | 386  | 413  | 316  | 363  |

## Economía

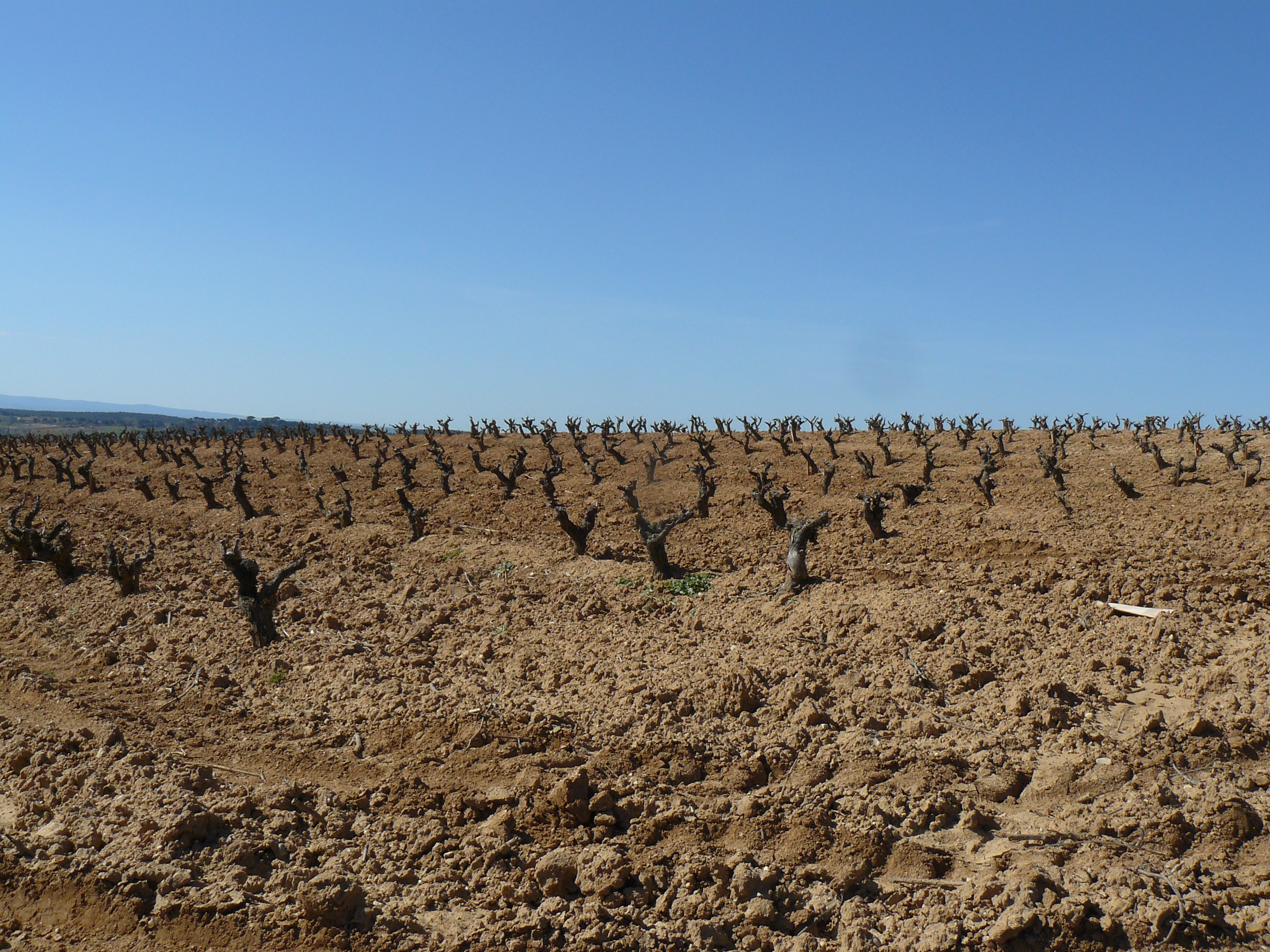
Viñedos en Gumiel de Mercado

Hasta hace unos años se celebraban en Gumiel, los jueves de cada semana, mercados de transacciones de todo género, excepto de ganado, a los que venían feriantes de todo tipo: pasiegos, expertos en telas, vendedores de baratijas y boteros, entre otros, en competencia con los de la población. Se colocaban en la plaza de San Pedro, excepto los de cacharros que se ponían en la plazuela de la Cruz. Por el pueblo circulaban desde por la mañana pregoneros, que anunciaban las ofertas de los comerciantes y las peticiones de compras de vinos y granos.
Comprende gran extensión de terreno agrícola destinado principalmente a viñedos, cereales y leguminosas. En estos últimos años ha alcanzado gran importancia de nuevo el viñedo gracias a la denominación de origen Ribera del Duero. Las temperaturas extremas, junto con el carácter calcáreo de sus suelos y la ausencia de riego, hacen que el vino que se produce en estas tierras sea de una calidad incuestionable. Destaca la bodega Valduero, en cuya cueva se ha criado vino desde hace 400 años. En la actualidad sus propietarios han ampliado las galerías y presentan una producción ya considerable de 65 000 botellas anuales, que exportan en un 32 % a países como Estados Unidos, Japón, Taiwán, Corea, prácticamente toda Europa, salvo Italia, y a rincones de Sudamérica. En 2019, el músico de rock y antiguo líder de Dire Straits Mark Knopfler visitó Gumiel y las bodegas Valduero.
Dentro del casco urbano hay numerosas industrias y talleres de carácter eminentemente familiar, fábricas de embutidos, así como granjas de ganado porcino y ovino.

## Servicios
El pueblo cuenta con bastantes servicios: secretaria, una oficina bancaria, sacerdote con culto diario, consultorio médico con servicio de medicina y enfermería, farmacia, colegio público de educación infantil y primaria, centro de jubilados, bares, un mesón, servicio de panadería
En los últimos años se ha dotado al municipio de espacios de ocio y deporte, como son las piscinas municipales y la pista polideportiva, así como se ha mejorado el parque con juegos infantiles.

## Patrimonio

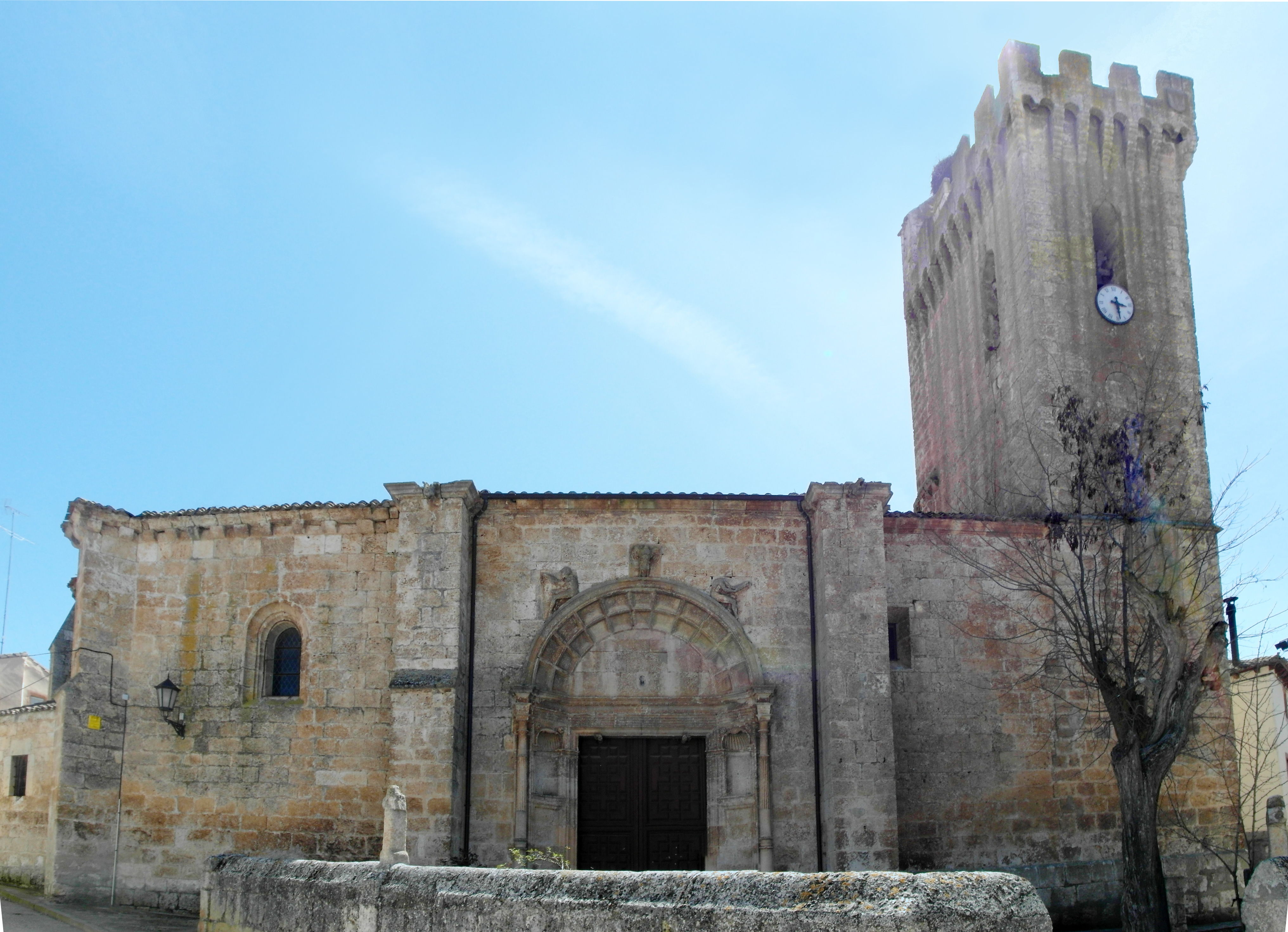
Iglesia parroquial de San Pedro

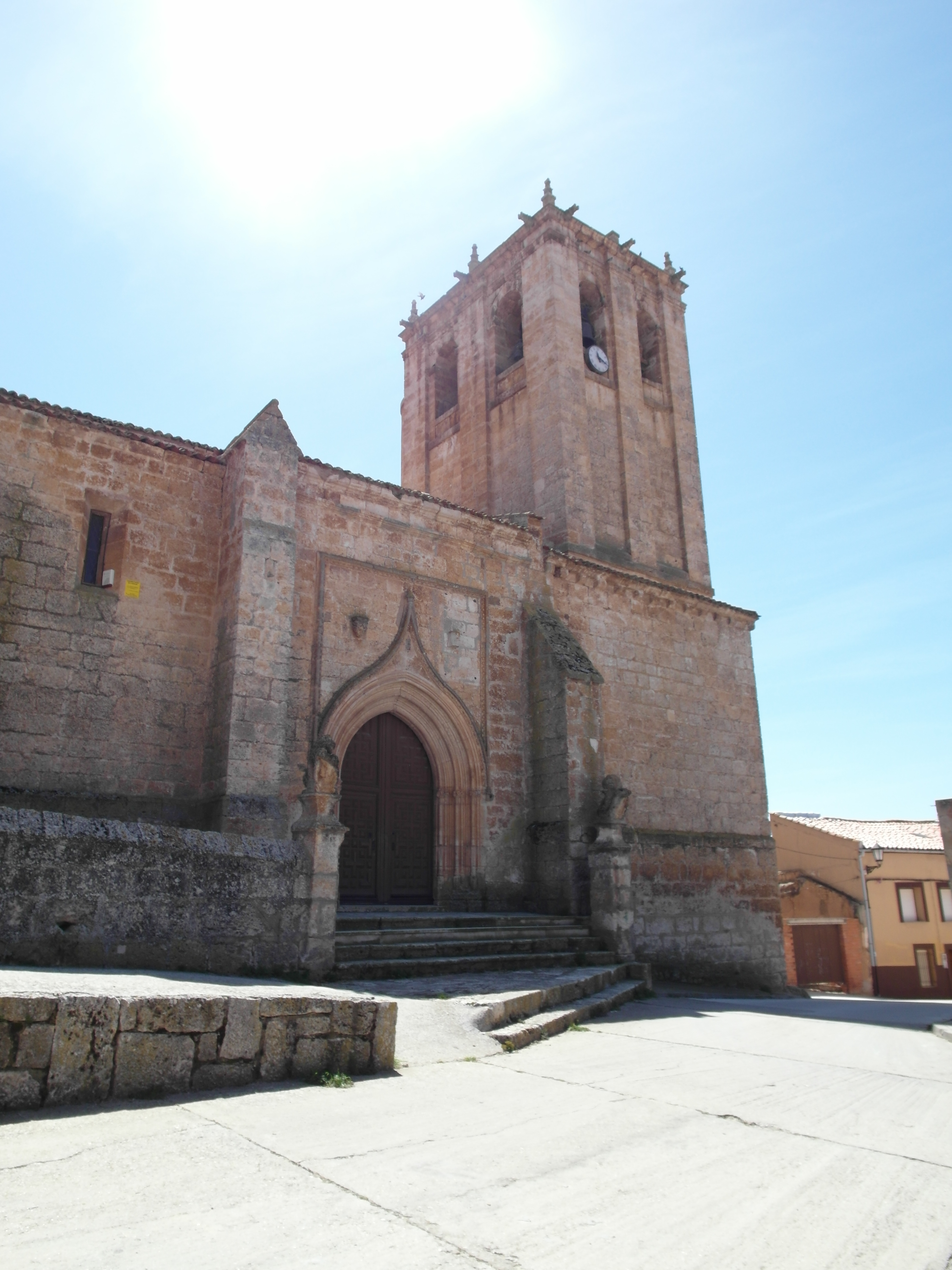
Iglesia gótica de Santa María

En el pueblo sobresale su plaza mayor a la que se accede por dos puertas, restos de la antigua muralla, Carrasotillo y Carramonzón, así llamadas por su localización. Plaza de recio estilo castellano donde sobresale el palacio del Ayuntamiento, con amplios soportales y balconajes, adornado con el escudo de los Enríquez.
En una esquina de la misma se encuentra la iglesia de San Pedro, del siglo XVI, que presenta como campanario una torre albarrada del mismo siglo.
Entre sus calles y numerosas placetas hay varias casas de piedra con escudos de armas que dan fe de la nobleza que vivió en esta población.
En la plaza que lleva su nombre se encuentra la iglesia parroquial de Santa María, de estilo gótico del siglo XV, con tres naves. El retablo mayor es de finales del siglo XVII, con columnas salomónicas de orden gigante, en cuya calle central se encuentra el tabernáculo, el Calvario y una imagen sedente tardogótica de la Virgen con el Niño; flanquean esta efigie dos grandes lienzos con escenas marianas de la Coronación y de los Desposorios pintados por el madrileño Bartolomé Pérez de la Dehesa, y otros lienzos pequeños de finales del siglo XVII. Acerca de esta imagen de la Virgen, cuenta la leyenda-historia, que durante los últimos días de mayo de 1813, los soldados franceses en su retirada del centro de España, al paso por Gumiel de Mercado, quisieron robar la imagen de Santa María la Mayor pero sin éxito, ya que alertado el pueblo les descubrieron en el río ya que se les había quedado atascado el carro al intentar cruzarlo y lo abandonaron.

### Finca Real Sitio de la Ventosilla
En el término municipal se encuentra la finca Real Sitio de la Ventosilla de gran importancia histórica y económica, donde existe una explotación agrícola industrial. Ubicada en una amplia mancha de encinas la convirtió en refugio preferido de aves, perdices, jabalís y ciervos. La suavidad y el deleite de los aires dictó, quizá, el nombre de Ventosilla, que, por la calidad y abundancia de piezas, resultó un cazadero preferido para reyes y magnates. A lo largo del tiempo los más significativos personajes de la política, de la economía y de las artes, cazaron en estos parajes. 
La reina Isabel de Castilla corrió tras los ciervos por la Ventosilla. Pero fue en los tiempos en los que perteneció a Francisco de Rojas y Sandoval, duque de Lerma, cuando alcanzó mayor esplendor. El duque ofrecía clamorosas cacerías al rey Felipe III y toda su corte. El mismo Rubens acudió con sus pinceles.
El duque levantó una capilla para que acogiera un magnífico retablo de tablas castellanas y formas góticas, dedicado a San Andrés ejecutado por el Maestro de San Nicolás, que presenta importantes pinturas sobre tabla de formas tardogóticas de finales del siglo XV o comienzos del XVI. El cual se conserva en la actual capilla levantada en los años 50.
Ordenó luego construir un palacete de piedra de sillería y de clara inspiración herreriana, que consta de dos plantas con amplias habitaciones a las que se llega por un amplio zaguán y un patio del que arranca una escalera. Actualmente restaurándose y en uso.
Es también este noble quien probablemente inició la colonización agrícola y ganadera de la finca, como demuestran escritos de la época.
Hoy en día, en manos privadas, se ha convertido en una explotación, en la cual se cría ganado vacuno, ovino, perdices, etc. También se mantiene un coto de caza, se produce leche, hay una incipiente bodega Real Sitio de la Ventosilla, numerosos cultivos de cereal y viñedos.

## Fiestas y costumbres

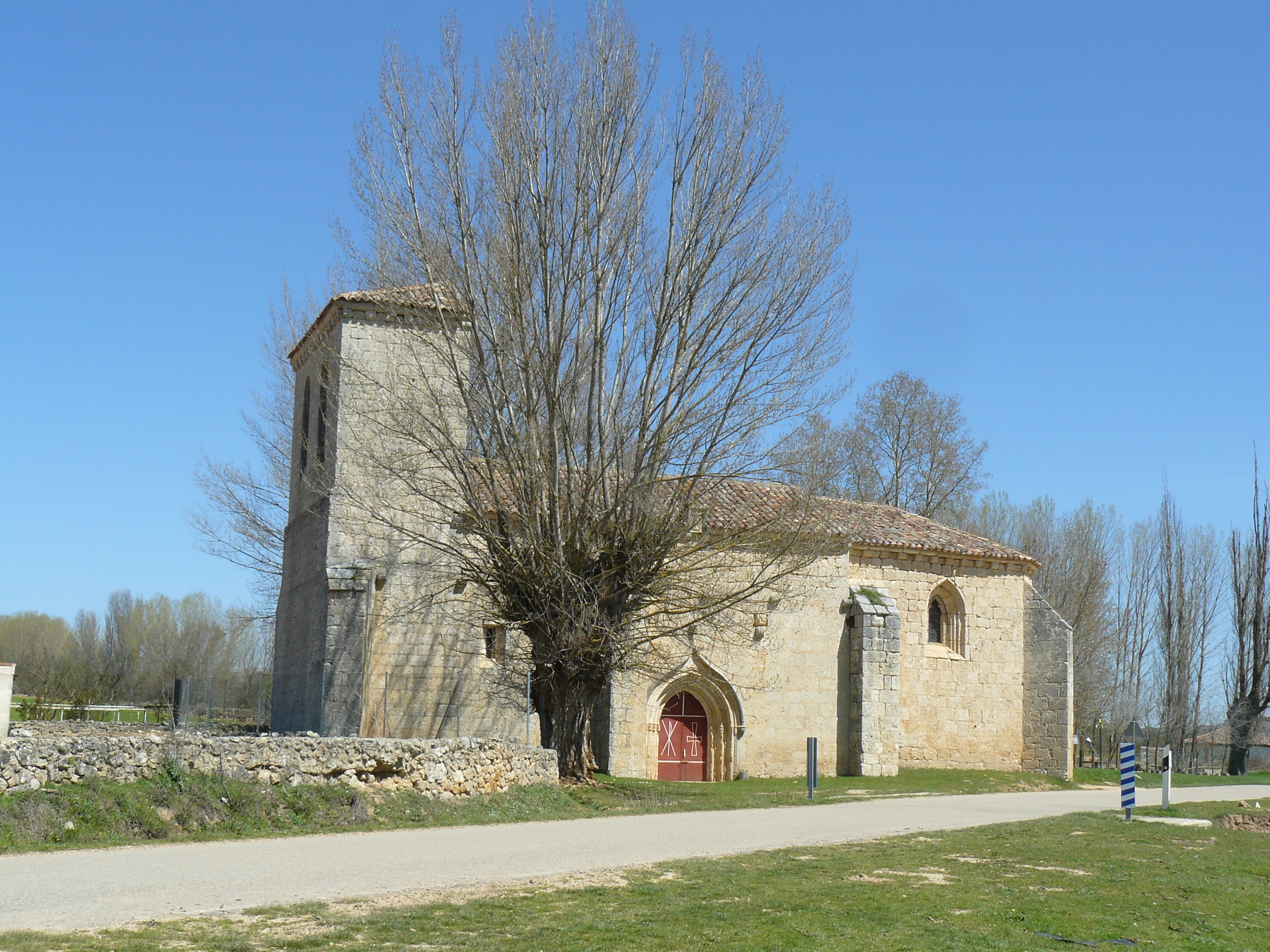
Ermita gótica de San Juan, del, antigua iglesia parroquial del pueblo de Monzón

Las fiestas patronales se celebran el 8 de septiembre, en honor a Nuestra Señora la Virgen de la Mayor. En las que se combinan los actos religiosos con animadas verbenas, competiciones deportivas, comidas de hermandad, juegos infantiles y fuegos artificiales. Todo ello alegrado con la algarabía de las peñas locales.
El 24 de junio se celebran fiestas en honor a San Juan, con la correspondiente hoguera y la romería a la ermita cercana que lleva su nombre, durante la cual se baila, por los hombres, animada jota acompañando en procesión al santo.
Muestras del folclore de la tierra son estas jotas:

"En Gumiel de Mercado
las hay hermosas
las cubas de doscientos
que no las mozas".
"A la Virgen del Viso
la tiran flores
de Gumiel de Mercado
los labradores".
"Arco de la puerta y villa
cuantas veces te he rondado
y las que te rondaría
sino fuera a ser soldado".
"La Virgen de la Mayor
la que más altares tiene
y no hay mozo en Gumiel
que en su pecho no la lleve".

Durante el mes de agosto, gracias a la gran cantidad de veraneantes, descendientes del pueblo, la asociación cultural El Duende organiza diversos cursos, juegos y actividades diversas, destinadas especialmente a la población infantil y juvenil.